# Steven Blaisse
Steven Joseph Blaisse (Amsterdam, 7 maggio 1940 – Brummen, 20 aprile 2001) è stato un canottiere olandese.

## Palmarès

### Olimpiadi
- 1 medaglia:
  - 1 argento (Tokyo 1964 nel due senza)

### Europei
- 2 medaglie:
  - 1 oro (Amsterdam 1964 nel due senza)
  - 1 bronzo (Praga 1961 nel due senza)